# Lully VD
Lully (pro odlišení od jiných stejnojmenných sídel psáno také jako Lully VD) je obec na jihozápadě Švýcarska, v okrese Morges v kantonu Vaud. Žije zde 786 obyvatel.

## Geografie
Lully leží v nadmořské výšce 425 m, vzdušnou čarou 2,5 km jihozápadně od okresního města Morges. Vesnice se nachází na náhorní plošině ve střední části kantonu Vaud severně od Ženevského jezera, v panoramatické poloze asi 50 metrů nad hladinou jezera.
Území obce o rozloze 2,1 km² zahrnuje malou část severně od Ženevského jezera. Většinu území obce zabírá náhorní plošina Lully, která se zvedá směrem na sever a dosahuje nejvyššího bodu obce ve výšce 480 m n. m. v Les Granges. Západní hranici tvoří potok Le Blacon, který je mírně zahloubený do náhorní plošiny a přijímá vodu také z Pontet, která pramení poblíž centra obce a vlévá se do Boiron de Morges. V úzkém pásu po obou stranách údolí dolního toku Boironu se oblast rozprostírá jižním směrem téměř k břehům Ženevského jezera. V roce 1997 bylo 17 % rozlohy obce pokryto zastavěnou plochou, 15 % lesy a lesními porosty a 68 % zemědělstvím.
K obci Lully patří vesnice Sécheron (450 m n. m.) na vrcholu kopce nad obcí a také několik osad s rodinnými domy. Sousedními obcemi jsou Saint-Prex, Lussy-sur-Morges, Denens, Vufflens-le-Château, Chigny a Tolochenaz.

## Historie
První zmínka o obci pochází z roku 1011 a nese název Lulliacum. Později se objevily názvy Lulli (1177), Lulie (1217) a Lulliez (1453). Název místa se odvozuje od latinského osobního jména Lullius. Od 13. století patřilo Lully územnímu opatství Saint-Maurice. Později patřilo k panství Vufflens-le-Château. Po dobytí Vaudu Bernem v roce 1536 přešla obec pod správu panství Morges. Po pádu Staré konfederace patřila obec v letech 1798–1803 v období helvétského soustátí ke kantonu Léman, který byl poté po vstupu v platnost Ústavy o zprostředkování sloučen s kantonem Vaud. V roce 1798 byla obec přiřazena k okresu Morges.

## Obyvatelstvo
| Rok            | 1850 | 1900 | 1910 | 1930 | 1950 | 1960 | 1970 | 1980 | 1990 | 2000 |
| Počet obyvatel | 181  | 216  | 213  | 186  | 198  | 157  | 247  | 436  | 560  | 663  |

85,4 % obyvatel hovoří francouzsky, 6,9 % německy a 2,9 % anglicky (stav v roce 2000). V roce 1900 žilo v Lully celkem 216 obyvatel. Po poklesu počtu obyvatel na 157 do roku 1960 byl zaznamenán rychlý nárůst počtu obyvatel, který se během 40 let zčtyřnásobil.

## Hospodářství
Až do druhé poloviny 20. století bylo Lully vesnicí, která se vyznačovala převážně zemědělstvím. I dnes hraje zemědělství a vinařství důležitou roli ve struktuře zaměstnanosti obyvatelstva. Další pracovní místa jsou k dispozici v místních malých podnicích a v sektoru služeb. V posledních desetiletích se obec díky své atraktivní poloze rozvinula v rezidenční obec. Mnoho pracujících proto dojíždí za prací především do Morges a Lausanne.

## Doprava
Obec má dobré dopravní spojení. Leží na hlavní silnici z Morges do Bière. Dálniční křižovatka a Morges-Ouest na dálnici A1 (Ženeva–Lausanne), která byla otevřena v roce 1964, se nachází asi 1,5 km od obce. Lully je napojeno na síť veřejné dopravy prostřednictvím linky Postbusu, která jezdí z Morges do Lavigny.